# Ronde van Piemonte 1908
De derde editie van de Ronde van Piemonte (ook wel bekend als Gran Piemonte) werd verreden op 28 juni 1908. 
De wedstrijd werd voor de derde maal gewonnen door Giovanni Gerbi.

## Uitslag
| Plaats  | Naam                | tijd       |
| ------- | ------------------- | ---------- |
| Winnaar | Giovanni Gerbi      | 11u18'48"  |
| 2       | Luigi Chiodi        | z.t.       |
| 3       | Carlo Galetti       | + 26'38"   |
| 4       | Giovanni Rossignoli | + 26'41"   |
| 5       | Pierino Necchi      | + 28'22"   |
| 6       | Clemente Canepari   | + 38'36"   |
| 7       | Giuseppe Cellerino  | + 1u02'50" |
| 8       | Andrea Massironi    | + 1u16'36" |
| 9       | Michele Robotti     | + 1u21'26" |
| 10      | Eligio Bianco       | + 1u37'43" |

1906 · 1907 · 1908 · 1909 · 1910 · 1911 · 1912 · 1913 · 1914 · 1915 · 1916 · 1917 · 1918 · 1919 · 1920 · 1921 · 1922 · 1923 · 1924 · 1925 · 1926 · 1927 · 1928 · 1929 · 1930 · 1931 · 1932 · 1933 · 1934 · 1935 · 1936 · 1937 · 1938 · 1939 · 1940 · 1941 · 1942 · 1943 · 1944 · 1945 · 1946 · 1947 · 1948 · 1949 · 1950 · 1951 · 1952 · 1953 · 1954 · 1955 · 1956 · 1957 · 1958 · 1959 · 1960 · 1961 · 1962 · 1963 · 1964 · 1965 · 1966 · 1967 · 1968 · 1969 · 1970 · 1971 · 1972 · 1973 · 1974 · 1975 · 1976 · 1977 · 1978 · 1979 · 1980 · 1981 · 1982 · 1983 · 1984 · 1985 · 1986 · 1987 · 1988 · 1989 · 1990 · 1991 · 1992 · 1993 · 1994 · 1995 · 1996 · 1997 · 1998 · 1999 · 2000 · 2001 · 2002 · 2003 · 2004 · 2005 · 2006 · 2007 · 2008 · 2009 · 2010 · 2011 · 2012 · 2013 · 2014 · 2015 · 2016 · 2017 · 2018 · 2019 · 2020 · 2021 · 2022 · 2023 · 2024